# Хасидизм

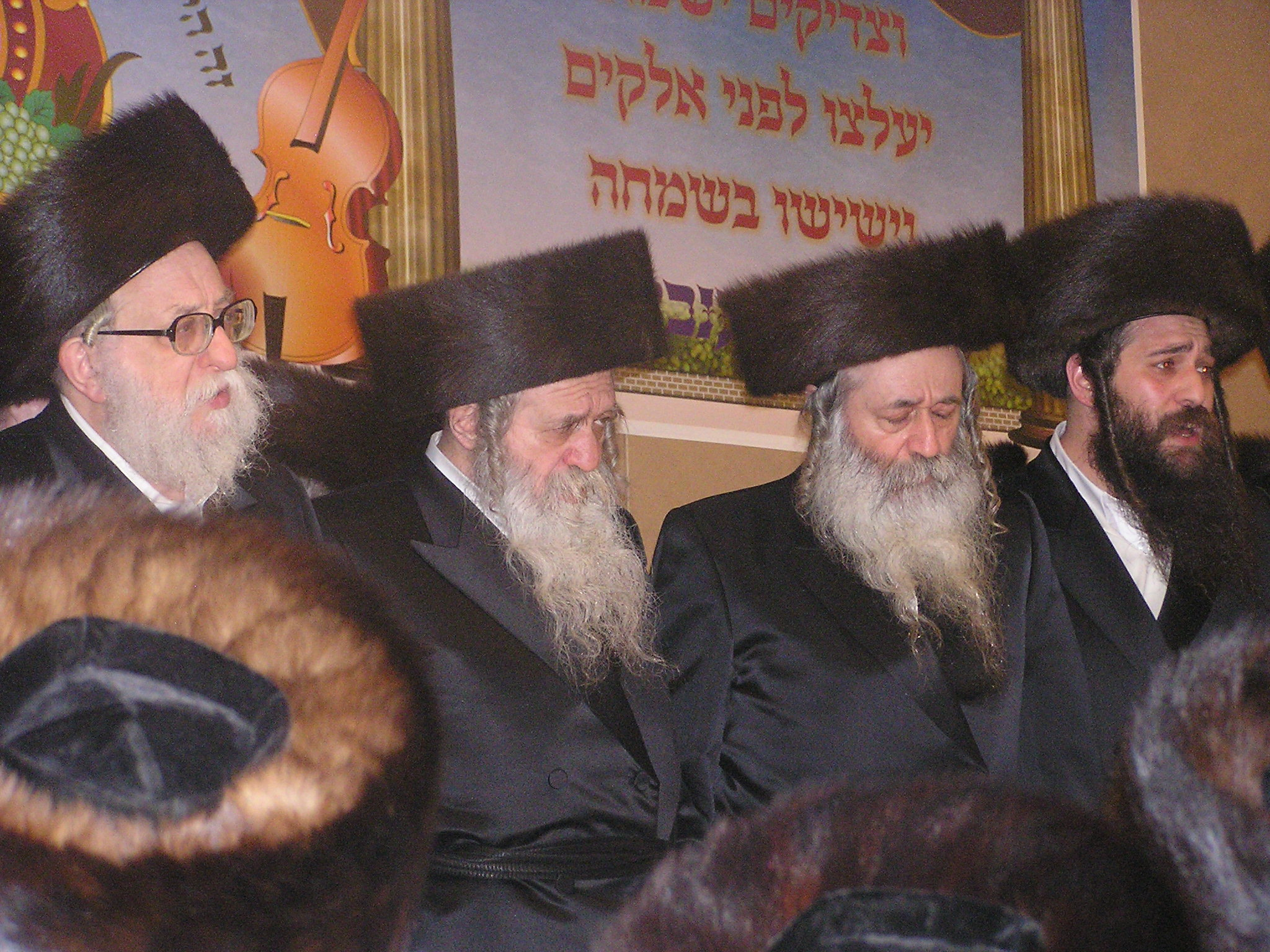
Чернобыльские Адморы-хасиды в городе Бней-Брак

Хасиди́зм (ивр. חֲסִידוּת‎, хасиду́т, в ашкеназском произношении хаси́дус — «праведность», «учение благочестия», от слова חסיד‎ хасид — «благочестивый») — религиозное течение в иудаизме, которое в первой половине XVIII века за очень короткое время охватило еврейское население Речи Посполитой и прилегающих территорий.
Особенное значение в хасидизме придают эмоциональному постижению бога.

## История термина
Первоначально слово «хасид» не обозначало приверженцев хасидизма: оно встречается в Писании, например в Книге притчей Соломоновых 2:8, а также как прозвище, означающее «благочестивый» или «добрый» — например, Иегуда Хасид из Регенсбурга (XII век).

## История хасидизма

### Зарождение в Речи Посполитой

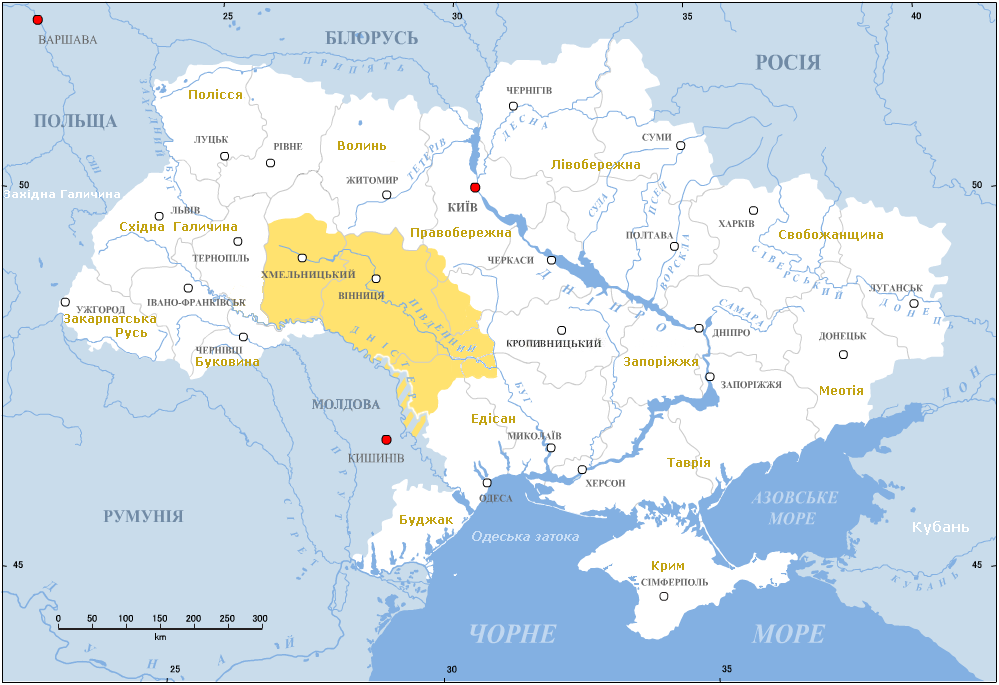
Подолье — родина хасидизма

Зарождение хасидизма связано с деятельностью его основателя Бешта (1698—1760) — каббалиста и целителя, обосновавшегося в 1740 году в городе Меджибож (Подолье, ныне Украина). Вокруг Бешта собрался круг учеников, чья деятельность вызвала недовольство со стороны ортодоксальных раввинов и прежде всего Виленского гаона. Его популярность обычно объясняли тем кризисом, который охватил еврейскую общину Речи Посполитой после провала мессианского движения Шабтая Цви и казацких погромов при Богдане Хмельницком. Отчасти хасидизм напоминает аналогичные процессы в протестантизме (пиетизм, ривайвелизм): акцент на личном переживании Бога, на личной праведности и роли харизматических лидеров (цадики). Однако хасиды не отказывались от строгого соблюдения иудейских обрядов, не впадая, впрочем, в аскетизм. После смерти Бешта движение хасидов (праведников) возглавил Дов-Бер из Межерича (также известный как «Магид»), который перенёс свою резиденцию в Межерич (Волынь, ныне Украина).
После 1772 года хасидизм распался на ряд ветвей. Рабби Элимелех распространил хасидизм в город Лежайск (ныне Польша). Менахем Мендель основал общину в Витебске (Белоруссия), из которой вышел Шнеур Залман из Ляд — родоначальник Хабада (любавичский хасидизм). Леви Ицхак в 1785 году создал хасидский центр в Бердичеве. Также значительный центр хасидизма стал представлять Чернобыль (ныне Украина), после переселения сюда ученика Бешта Менахема Нахума.
К 1782 году Яков Йосеф из Полонного пишет первую хасидскую книгу, в которой собирает изречения Бешта.

### Хасиды в России

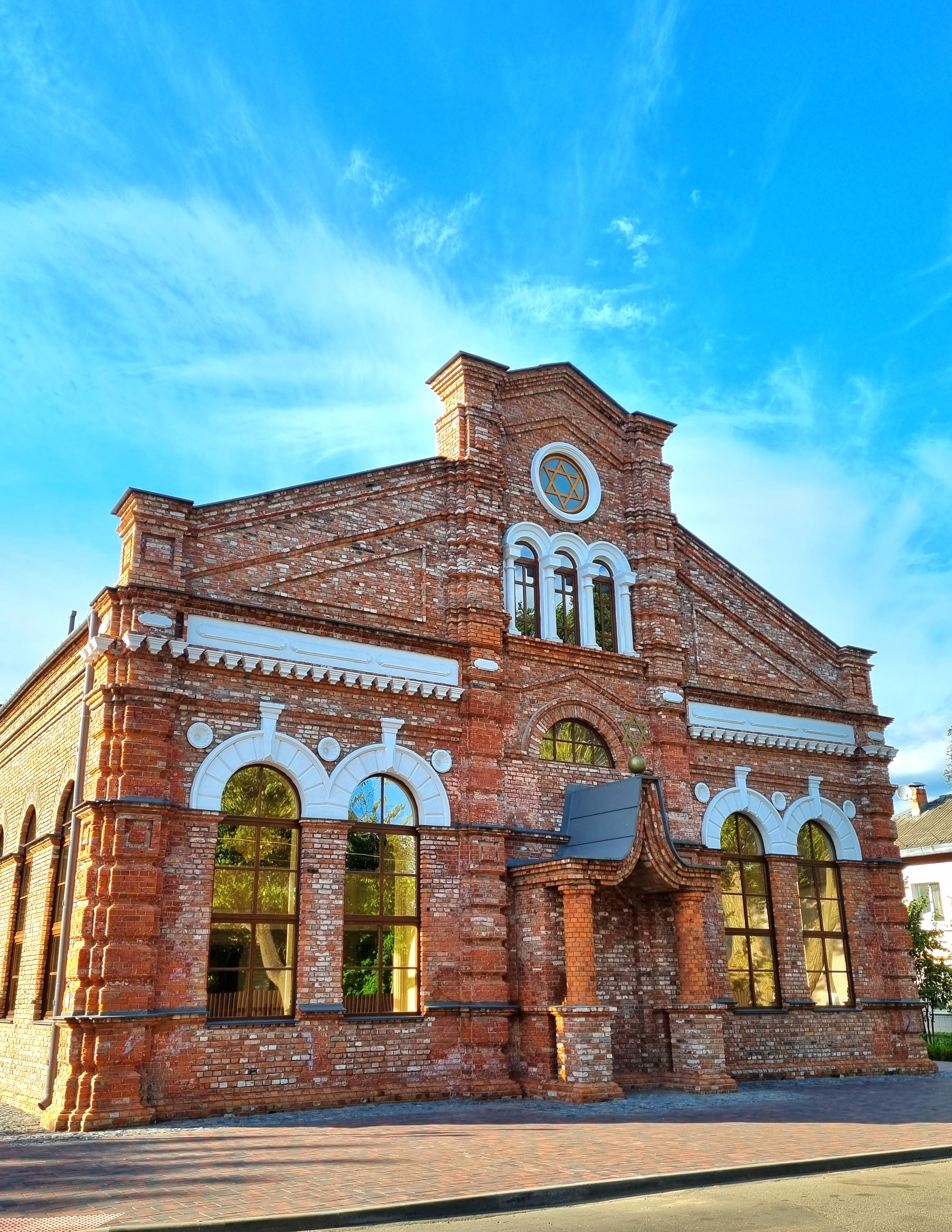
Большая Любавичская синагога в Витебске

После разделов Речи Посполитой хасидские центры оказались на территории Российской империи. Первым хасидским лидером на территории России стал Шнеур-Залман. После присоединения Белоруссии к России в 1772 году он призывал хасидов не бояться России. От него отсчитывает свою историю любавичский хасидизм, центром которого впоследствии стали смоленские Любавичи. В 1793 году Россия поглотила колыбель хасидизма в Подолии, где располагалась резиденция правнука Бешта Нахмана из Брацлава. Чувствуя приближение смерти, основатель брацлавской ветви хасидизма приехал в Умань, где скончался в 1810 году и был похоронен. Ныне Умань (территория Украины) является одним из центров паломничества хасидов. Застал российскую юрисдикцию и основатель чернобыльского хасидизма Менахем Нахум Тверский. Вначале право перемещения хасидов по России было ограничено чертой оседлости, непроницаемость которой снизилась при либеральном царе Александре II.
Первоначальный конфликт между хасидами и миснагдим в XIX веке был улажен, и хасиды стали ассоциироваться с ортодоксальными иудеями. К началу XX века хасидизм потерял значительное число сторонников. Его база — еврейские местечки Восточной Европы — находилась в глубоком экономическом кризисе, вызванном капиталистическим развитием и утратой еврейским местечком традиционных хозяйственно-экономических функций.
После Октябрьской революции в России большая часть хасидских центров оказалась в Советской России. Часть хасидов отошла от традиционного иудаизма и поддержала революционные процессы. Типичный сюжет описан в рассказе Исаака Бабеля «Сын рабби». Другая часть покинула традиционные места обитания и начала ассимилироваться в крупных городах России. Некоторые выехали за границу. Третья часть хасидов сохранила традиции своих предков как в России, так и за
границей. В 1926 году была построена деревянная хасидская синагога в Марьиной Роще (Москва), но в 1927 7-й любавичский ребе Менахем Мендл Шнеерсон покинул СССР и к 1941 году осел в США (Нью-Йорк).
В 1933 г. раввином Москвы становится витебский раввин Шмарьягу-Йегуда-Лейб Медалье, выходец из семьи любавичских хасидов. Однако к 1935 году хасидские организации были объявлены контрреволюционными, а в 1938 году хасидский раввин Москвы был арестован и расстрелян. Хасидизм в СССР ушёл в подполье. С началом Великой Отечественной войны группы хасидов в числе эвакуированных оказались в Средней Азии (Ташкент, Самарканд), для прикрытия своей деятельности они организовывали трикотажные артели. В 1947 году прокатилась новая волна разоблачений хасидов. В 1956 году в Средней Азии в хасидской среде родился Лев Леваев, который после краткого пребывания в Израиле способствовал возрождению любавичского хасидизма в России в эпоху Перестройки.
В Восточной Европе и бывшем СССР особенной активностью отличаются хасиды Хабада, которые претендуют на главенство в главных организациях общин ортодоксального иудаизма и выдвинули своих главных раввинов в России (Берл Лазар), Чехии, Грузии, Молдавии и Украине. Такая активность вызывает резкое сопротивление других организаций, не-хасидских еврейских общин и хасидов иных толков. Из других хасидских течений на территории бывшего СССР действуют хасиды Карлин-Столина.

### Хасиды Израиля
Первые хасиды появились на территории Палестины ещё в 1777 году, когда большая их группа во главе с Менахемом Менделем прибыла из Речи Посполитой после херема Виленского гаона. Хасидским центром в Палестине стала Тверия.

### Хасиды США и Латинской Америки
Около двух миллионов евреев эмигрировали из Российской империи (включая Царство Польское) в США с 1881 по 1915; иммиграция в Палестину, Аргентину, Бразилию и другие страны также была значительной. Многие из них были выходцами из хасидских семей. Однако придерживаться традиций пытались немногие из них, да и тем это удавалось весьма редко, особенно во время Великой депрессии, когда было необходимо выходить на работу по субботам.
Лишь из-за эмиграции в связи с Холокостом в США появились настоящие хасидские общины: Сатмар, Любавич (Хабад), Бреслов, Бобов, Сквира, Вижниц, Санц (Клойзенбург), Пупа, Мункач, Спинка и другие. Многие хасиды компактно проживают в разных частях Бруклина, в первую очередь, в Боро-Парке, Уильямсберге и Краун-Хайтс, а также в таких городках штата Нью-Йорк, как Кирьяс-Джоэль, Монси, Монро и Нью-Скуэр.

## Современные хасидские «дворы»
Исторически течения хасидизма формировались как группы последователей определённого ребе (духовного наставника). Своё название они, как правило, получали по месту, где находилась резиденция («двор») ребе. Тяжёлый удар хасидизму был нанесён во время катастрофы европейского еврейства. Многие общины были полностью уничтожены нацистами.
Наиболее крупные течения хасидизма в настоящее время:

### Любавические хасиды
Любавические хасиды или Хабад является одним из крупных течений хасидизма нашего времени. Центр находится в Нью-Йорке. Большие общины Хабада существуют в США и Израиле. Более 5000 посланников Хабада проживают по всему миру, где создают еврейские центры, школы и синагоги. Представителей Хабада можно найти почти во всех крупных городах бывшего СССР. Движение основано р. Шнеуром Залманом из Ляд в конце XVIII века. Династия Хабада была прервана после смерти последнего любавического ребе Менахем-Мендла Шнеерсона в 1994 году.

### Гурские хасиды
Движение зародилось в Польше в городе Гура-Кальвария в середине XIX века. Гурский ребе поддерживал репатриацию своих хасидов в землю Израиля. В настоящее время община гурских хасидов самая большая из хасидских общин Израиля и насчитывает 10-12 тысяч семей в Израиле, США и Европе. У гурских хасидов существует своя система образовательных учреждений — около 120 ешив для мальчиков и школ для девочек. С 1996 года главой является Арье Яаков Альтер, проживающий в Иерусалиме. Гурских хасидов можно отличить по высокой узкой меховой шапке (Сподик), которую они надевают по субботам и праздникам.

### Карлинские хасиды
Первым ребе был ученик Магида из Межрича раби Аарон из Карлина — ныне район г. Пинска Брестской области. Около 1770 года сын р. Аарона р. Яков прибыл в землю Израиля и основал первую израильскую хасидскую общину. В настоящее время около 1700 семей карлинских хасидов проживают в Израиле и США. Отличительной особенностью этой общины является молитва, сопровождаемая громкими возгласами.

### Вижницкие хасиды
Течение сформировалось в г. Вижница в середине XIX века. В настоящее время насчитывает около 7000 семей в Израиле, преимущественно в Бней-Браке, и в США. Возглавляет общину р. Исраэль Агер шестой в династии Агеров.

### Сатмарские хасиды
Самый большой из хасидских дворов в мире. Происходит из города Сатмар (Сату-Маре), расположенного на территории современной Румынии. В современной форме основан р. Йоэлем Тайтельбоймом в начале XX века как ответвление общины Сигетских хасидов Венгрии. Сатмарская-Сигетская династия ведёт своё происхождение от р. Мойше Тайтельбойма, ученика Люблинского провидца, который, в свою очередь, учился у р. Элимелеха из Лиженска. Во время Второй Мировой войны Сигетская община была почти полностью уничтожена гитлеровскими захватчиками. Её остатки объединились с Сатмарскими хасидами. В настоящее время центр движения находится в Нью-Йорке. Занимает антисионистскую позицию, аргументируя это тем, что евреям до прихода Мессии запрещено создавать государство и вообще массово собираться на Святой Земле. То, что государство Израиль нарушает законы иудаизма, для сатмарских хасидов, как и для близким им по мировоззрению Нетурей-Карта, лишь вторичный аргумент, ибо сам факт существования сионистского государства считается неисправимым воплощением ереси; более того, религиозных сионистов сатмарские хасиды считают более злостными еретиками, нежели светских израильтян, мало сведущих в иудаизме. Относительно немногочисленные проживающие в Израиле сатмарские хасиды бойкотируют выборы. Образовательные учреждения сатмарских хасидов в Израиле принципиально отказываются от государственного финансирования и существуют за счёт частных пожертвований. Подавляющее большинство сатмарских хасидов проживает в Нью-Йорке и нескольких пригородах, а также Монреале и Лондоне. Менее крупные общины (не более тысячи человек) действуют в ряде других городов Северной Америки и Западной Европы. Проживание в Израиле сатмарскими хасидами не приветствуется.

### Брацлавские хасиды
Течение в хасидизме, основанное р. Нахманом из Брацлава, правнуком Бааль Шем Това в конце XVIII века. После смерти р. Нахмана у брацлавских хасидов уже не было другого ребе. Учение продолжило своё существование благодаря записям, систематизированным и изданным его ближайшим учеником р. Натаном. В конце XX — начале XXI века из незначительной группы брацлавские хасиды превратились в движение, насчитывающее десятки тысяч последователей.

### Цанзкие хасиды
Двор Цанз обязан своим существованием Рабби Хаиму бар Арье-Лейб Хальберштаму, автору книги «Диврей хаим». В состав цанзского двора входят такие направления, как Цанз-Жмиград, Цанз-Львов и Цанз-Клойзенбург.

### Бельзские хасиды
Второй по величине, после гурского, хасидский двор в Израиле. Насчитывает около 6000-8000 семей. Возник в начале XIX века в городе Белз, на Западной Украине. Первым ребе был р. Шалом Рокеах. В настоящее время его возглавляет представитель династии Рокеахов р. Иссахар Дов Рокеах второй. Центр Бельзских хасидов находится в Иерусалиме в районе Кирьят Бельз, где рядом с домом ребе находится огромная синагога Бельзских хасидов.

## Учение хасидизма

### Каббала
Хасидизм основывается на каббале, которая трактуется под углом зрения нравственного совершенствования и судеб еврейского народа. Так, сфироты воспринимаются как ступени нравственного совершенства: хесед — милость, гвура — доблесть, тиферет — гармония. Хранителями божественного начала (Шехины) на Земле признаются исключительно евреи, никто из которых не может совершенно отпасть от Бога (даже лжемессии вроде Шабтая Цви). Однако Бог даже в евреях присутствует неравномерно, поэтому специфическими в хасидизме являются концепции двекут и цадикизм.

### Двекут
Хасиды особое внимание уделяют переживанию присутствия Бога в мире, что обозначается термином двекут. Отсюда большое количество мистических и экстатических элементов, выражавшихся в стремлении к тесной связи с Богом через выражение восторга, через песни и танцы. Хасидизм считает достижение веселия фундаментальным принципом религиозной практики. В отличие от нехасидских практик, хасидизм придаёт большое значение молитве как средству общения с Богом, который по своей природе добрый, а не карающий.
Бешт учил, что про́стэ ид (буквально: простой еврей) любезней Богу, чем тысяча толковников. Хасидизм создал новую модель набожного еврея, в которой эмоции и религиозный восторг преобладали над логикой и ритуалами, а религиозная экзальтация над учёностью. Баал Шем-Тов на первый план ставил не изучение Закона, а религиозное чувство и нравственную жизнь. Сущность религии не в уме, а в чувстве.

### Цадикизм
Одна из главных особенностей хасидизма — вера в особую мистическую связь между хасидами и их духовным лидером цадиком или ребе, должность и титул которого передаются по наследству. Рабби Элимелех из Лиженска выработал принцип цадикизма o том, что хасидский цадик (букв. праведник) или ребе посредничает между простым народом и Богом, и так как Бог посылает людям через него жизнь, детей и здоровье, то людям надлежит содержать цадика, предоставлять ему материальную поддержку (ивр. פדיונים‎, пидйоним), чтобы святой человек мог посвятить себя общению с Богом. Считается, что цадик (ребе) «благословляет землю, излечивает больных, излечивает от бесплодия». Место цадика или ребе передавалось по наследству по мужской линии, хотя на практике наследовали титул племянники, зятья, а то и верные ученики. Известна единственная женщина-цадик, Ханна-Рахель Вербермахер.
С самого начала хасидизм не был однородным движением и состоял из различных групп, объединявшихся вокруг лидера («цадика», адмора или ребе), часто конкурировавших и враждовавших между собой «дворов» и династий.

### Антисионизм
Многие хасиды с большим скепсисом относились к сионизму ещё до появления государства Израиль. Ребе Рашаб считал светский сионизм даже более опасным, чем движение Хаскалы, поскольку сионисты смотрели на евреев как на народ в ряду других народов. Сионисты желали построить светское, национальное государство. Они отказывались понимать мистическое значение изгнания евреев, призванных ждать прихода Мессии, который должен их освободить от ига иноплеменников и воцариться в Иерусалиме на горе Сион. Сионисты, пытаясь своими силами создать Израиль, брали на себя миссию Мессии. При этом антисионизм хасидов не имеет ничего общего с антисемитизмом. На основе каббалы хасиды учат, что каждый еврей является носителем божественного начала и в их изгнании из Иерусалима есть великий провиденциальный смысл.
Хасиды также скептически относились к намерению сионистов ввести иврит в качестве государственного языка Израиля, поскольку иврит — это язык Торы и молитв, но не язык суетных разговоров.

## Молитва и пути служения
Хасидская молитвенная практика помогает медитации, сопровождается характерным пением без слов, резкими телодвижениями.
Хасидские молитвы сопровождают мелодиями (нигун), ставшими хорошо известными благодаря клезмерской музыке.
По большей части хасиды придерживаются нусаха «Сфарад» (не путать с нусахом сефардов), который отличается от ашкеназского нусаха изменениями, которые основываются на учении каббалиста XVI века рабби Ицхака Лурия (Аризаль). Некоторые из хасидов (в основном — любавичские хасиды) используют нусах «Ари». Как и все ортодоксальные евреи, хасиды молятся на иврите (немногочисленные вставки — на иудео-арамейском языке), подавляющее большинство придерживаются одной из разновидностей ашкеназского произношения. Во многих хасидских группах принято проводить обучение на идише.
Хасиды рассматривают молитву как одну из наиболее важных религиозных практик. Характерная особенность хасидских молитв, вызывающая ожесточённое сопротивление в нехасидских ортодоксальных кругах, — почти полный отказ от традиционного молитвенного расписания (зманим), особенно для утренней молитвы.
Есть и другие хасидские особенности молитвы, в которых критики (не столь ожесточённые, впрочем, как 200 лет назад) видят нарушения законов галахи. Некоторые идеологи реформистского, консервативного и реконструктивистского иудаизма утверждают, что элементы хасидских обрядов широко вошли в их практику. Сами хасиды категорически с этим не согласны и отказываются иметь что-то общее с неортодоксальными направлениями.

## Хасидские обычаи
Хасидские застолья (идиш פארברענגען‎, фарбренген) — являются характерной чертой хасидского быта, во время них хасиды собираются, рассказывают хасидские истории, поют песни-нигуны и произносят тосты за жизнь (Ле Хаим!). С одной стороны это символизирует почтение ребе, а с другой выражает хасидскую радость (грустить — Бога гневить).
Нигун (ивр. נִיגוּן‎) — хасидская музыка (мелодия, напев). Часто исполняется без слов с помощью набора одинаковых слогов (бим-бам, ай-ай, и пр.). Отдельные нигуны существуют для застолий (тиш нигун) и для танцев (нигун рикуд). Самой известной хасидской песней является Хава нагила (Давайте веселиться!).
Разные дворы отмечают особенные праздники. Например, в числе специфических праздников Хабада следует выделить 19 кислева — праздник освобождения Алтер Ребе из Петропавловской крепости (27 ноября 1798 года).

## Язык хасидов
По большей части хасиды в странах проживания говорят на идиш, с употреблением слов из местного языка, где они живут. Идиш имеет в хасидских общинах высокий общественный статус, и без знания его (среди прочего) там невозможно стать своим. Идишем в той или иной степени владеет большинство хасидов.
Некоторые хасидские течения в Израиле и за рубежом противятся использованию иврита в качестве разговорного языка, а предпочитают его лишь для молитвы.
Хасидские раввины, работающие среди русскоязычных репатриантов в Израиле, поощряют сохранение русского языка как средства контакта поколений.

## Хасидская одежда

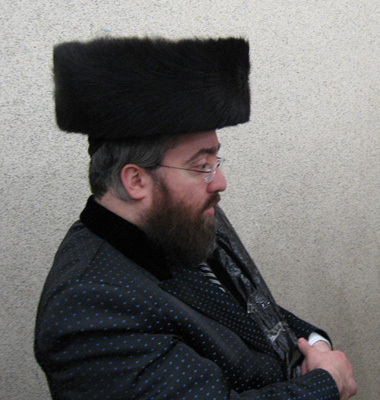
Хасидский раввин в штраймле

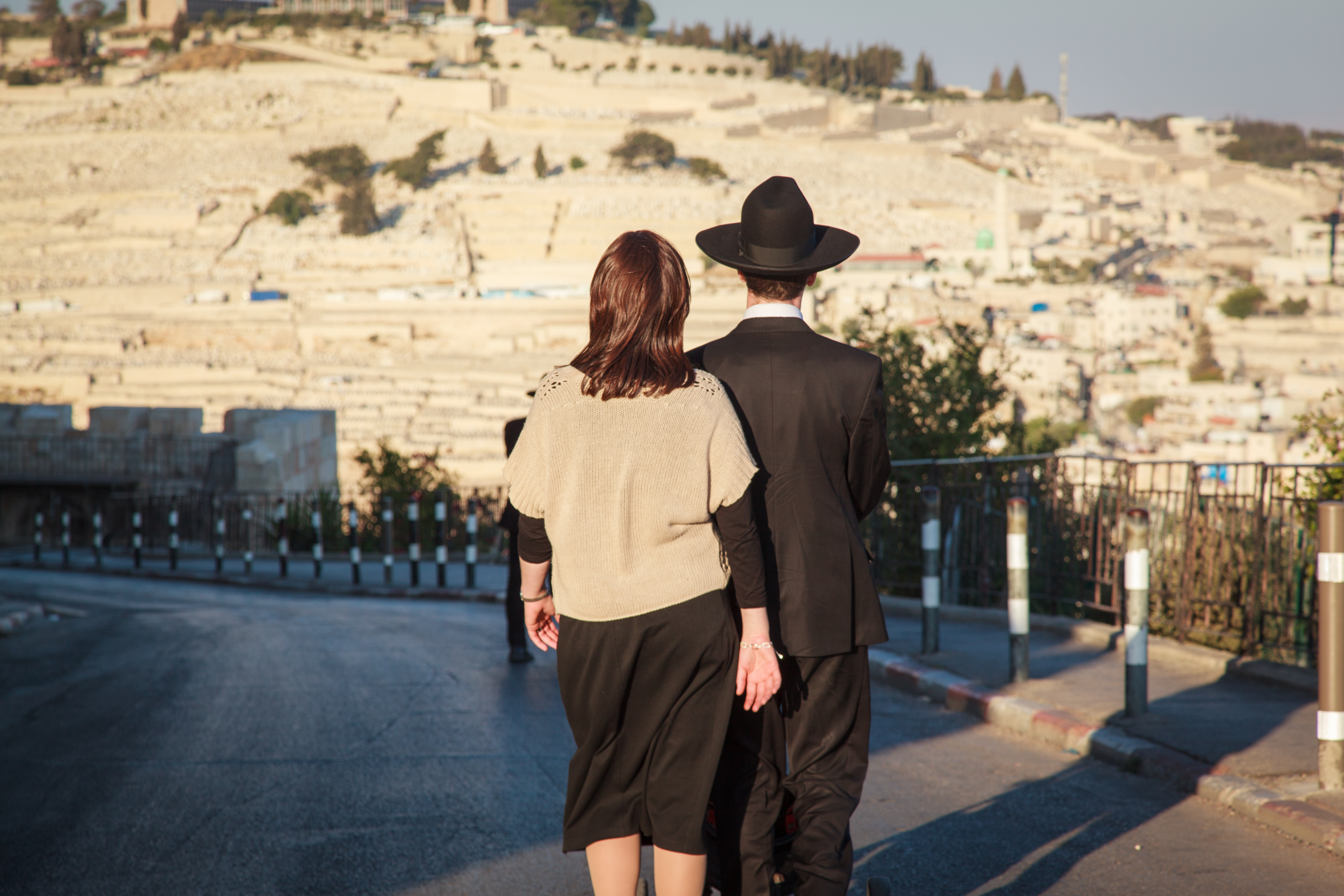
Хасидская пара: мужчина в шляпе, женщина в парике

Хасиды придерживаются строгих предписаний в одежде. Они носят белую рубашку с чёрными брюками. Поверх рубашки надевают старомодную чёрную капоту или пиджак, которые застёгиваются на женскую (левую) сторону. Туфли хасиды носят зачастую без пряжек и шнурков. Почти всегда хасиды носят на голове чёрную шляпу, стиль которой зависит от хасидского направления, к которому принадлежит хасид. Мужчины-хасиды всегда отпускают усы и бороды, некоторые хасиды отращивают пейсы, хотя это и не обязательная практика — так хасиды Австралии не носят пейсов (хасиды Хабада). В торжественных случаях (по субботам, а также в дни свадеб и других праздников) хасиды надевают меховые шапки штраймл либо сподик, кроме хасидов движения Хабад, которые, как правило, во все дни носят одну и ту же шляпу. Другие виды шапок и шляп: сподик (высокая меховая шапка чёрного цвета), шойбл (редко), кашкет и другие головные уборы.
Особую символическую роль в одежде играет чёрный пояс (гартл), который завязывают либо на уровне сердца (Хабад), либо на уровне живота, либо на уровне бёдер (гурские хасиды). Галстук хасиды стараются не носить, так как он напоминает форму креста. Замужние хасидки носят парик или косынку, некоторые из них бреют голову.

## Хасидская община

### Экономические основы хасидской общины
Многие хасиды-мужчины обычно не работают в молодости, то есть до свадьбы и в первые годы после неё, а отдают всё время изучению Торы, но тем не менее работа для мужчины-хасида не считается ненормативным явлением, в отличие от общепринятого у литваков. Многие общины в Израиле и США занимаются политическим лоббированием с целью получения общественных средств для существования своих членов.
Вместе с тем, хасидские общины создали для своих членов широкую сеть общественного признания и взаимопомощи, помогающую в решении проблем повседневной жизни — беспроцентные ссуды, помощь в получении жилья, бесплатные столовые, распределение пищи для нуждающихся, помощь приданым бедным невестам, юридическая защита и многое другое.
Среди хасидов ощутима прослойка парнасов — состоятельных людей, содержащих общину. Традиционные занятия хасидов — бизнес в области недвижимости и строительные подряды, бриллиантовый бизнес, торговля, посредничество, финансовый рынок. Сатмарские хасиды контролируют большую часть рынка кошерного мяса США объёмом около 4 млрд долларов в год и контролируют сеть общественных учреждений, ссудных касс, объектов недвижимости только в Нью-Йорке стоимостью около полумиллиарда долларов.
Уникальную сеть по распространению своей версии иудаизма создали хасиды Хабада. Их сеть насчитывает около 3 тысяч раввинов — «посланников Ребе» по всему миру. Её оборот достигает 1 миллиарда долларов США в год.

### Демография хасидов
Средняя хасидская семья имеет 6—8 детей.

## Хасидские династии
Хасидские династии — династии духовных лидеров хасидизма.
Хасидские династии имеют следующие особенности:
- Каждый член династии является духовным лидером, имеющим группу учеников и последователей. Он носит титул «адмор» (ивр. אדמו"ר‎ — аббревиатура слов אדוננו מורנו ורבנו — наш господин, учитель и раввин) или просто «ребе» (идиш רבי — учитель, раввин).
- После смерти лидера титул переходит к его сыну или зятю.
- Династия, как правило, носит название города в Восточной Европе, где родился или жил её основатель, или где начался расцвет соответствующей общины.
- Последователи ребе образуют отдельное направление хасидизма, которое может продолжить существование даже если династия прервалась.

Хасидских династий насчитывается более двух сотен. Основателями первых династий были ученики Бааль Шем Това и его преемника Дов-Бера (XVIII век). Их ученики и сыновья становились в свою очередь основателями династий, большинство которых было основано в XIX веке на западе Российской империи (в черте оседлости) и на востоке Австрийской империи (Австро-Венгрии). После катастрофы европейского еврейства все центры хасидских династий переместились в США и Израиль, где в XX веке стали возникать новые династии.

## Сопротивление хасидизму

### Миснагдим
Рост влияния хасидизма вызвал реакцию неприятия со стороны ортодоксальных раввинов, которые получили название миснагдим, то есть «противящиеся». Самый ранний конфликт между хасидами и миснагдим относится к 1748 году, когда ученик Бешта Яков Йосеф из Полонного был изгнан из Шаргорода. Миснагдим рассматривали хасидов как мессианских раскольников, наподобие последователей Шабтая Цви и Якова Франка. Протест вызывали некоторые теологические нововведения хасидизма. Так, принцип хасидизма о том, что Бог присутствует везде, толковавшийся хасидами строго в духе монотеизма, был истолкован их противниками как еретический пантеизм.
В 1772 году хасидский цадик Магид из Межерича попытался примириться с миснагдим и послал посольство к их лидеру Виленскому Гаону, но тот отказался встречаться с хасидами и предал их анафеме (великий херем). В ответ на смерть Виленского Гаона в 1797 году хасиды ответили музыкой и плясками, что вызвало раздражение миснагдим и ложный донос на Алтер Ребе российским властям.
Лишь к середине XIX веку удалось достичь примирения между миснагдим и хасидами, благодаря усилиям ребе Хаима и Цемах-Цедека. Они объединились на почве ортодоксии, противостоя попыткам ассимиляции со стороны России и либеральному движению Хаскала. Впрочем, миснагдим сохранили своё своеобразие как литваки.

### Антихасидская сатира Просвещения
Еврейское движение просвещения Хаскала сделало хасидизм главным объектом своей критики, изображало его символом дикости, отсталости и обскурантизма, препятствием на пути к прогрессу.
Хасидов высмеивала появившаяся тогда светская еврейская литература. Против хасидов писались многочисленные памфлеты, сочинялись сатирические песни, анекдоты. Высмеивались хасидские обряды, где веселье порой достигалось изрядным возлиянием алкоголя. Высмеивали абсолютную веру хасидов в своего ребе. Например:

Как-то попал еврей в крошечную хасидскую общину, почитавшую своего ребе великим святым. Помолился с ними и спрашивает:

— Скажите, а какие такие великие чудеса совершил ваш ребе?

— Ну как, чудеса великие… разве вы не слышали, — ответили хасиды вопросом на вопрос — вот скажите, вы бы посчитали чудом, если Бог делает всё, что наш ребе ему скажет?

— Да, разумеется, — отвечал еврей.

— Так тем более вы должны считать чудом, что наш ребе делает всё, что ему Бог говорит!

Или другой пример:

Спрашивает как-то еврей хасидов:

— Скажите, а откуда вы знаете, что ваш ребе разговаривает с Богом?

— Ну как? Сам ребе нам об этом рассказывает.

— И откуда вы знаете, что это правда?

— Как откуда? Разве Господь, благословенно Имя Его, станет разговаривать с обманщиком?

Со временем хасиды восприняли и сохранили все эти шутки, которые, по их мнению, относятся к чужому ребе. Многие антихасидские песенки, как про дураковатого ребе Элимелеха, делавшего всё наоборот, или «Эх, выпили хасиды», циклы анекдотов про мудрецов-хахамов из Хелма во главе с их ребе Лемехом (бараном) вошли в хасидский фольклор и с удовольствием исполняются самими хасидами.
Впрочем, Хаскала нанесла хасидизму определённый урон. Хаскала относилась к хасидизму как к пережитку. Наиболее влиятельный еврейский историк XIX века Генрих Грец писал о хасидизме как о дикости, а хасидских цадиков обвинял в поощрении непомерного пьянства.

## В литературе и кино
Традициям хасидов посвящена книга чешско-еврейского писателя Иржи Лангера «Девять врат».
В 2020 году на Netflix вышел сериал «Неортодоксальная» на основе автобиографии Деборы Фельдман «Unorthodox: скандальный отказ» 2012 года. В книге описывается история бегства героини из ультрарадикальной хасидской общины. Позднее вышло продолжение книги: «Exodus, Revisited: My Unorthodox Journey to Berlin. A Memoir».

### Комментарии
1. ↑  В 2022 году книга была переведена на русский под заглавием «Исход. Возвращение к моим еврейским корням в Берлине»[19]

### Религиозные источники
- Хасиды и традиции дворов Чернобыля, Макарова, Сквиры, Рахмистровки и так далее: Уникальная подборка информации
- Брацлавский хасидизм в Умани
- Хасидская мудрость
- Хасидские притчи
- Hasidism, jewishvirtuallibrary.org
- Hasidic Judaism Reading List, shamash.org
- Chassidism from chabad.org
- Large collection of Chassidic Texts in English from chabad.org (англ.)

### Научные источники
- Туров И. Ранняя история хасидизма.
- Бубер М. Хасидские предания.
- Эттингер Ш. Очерк истории еврейского народа (недоступная ссылка)
- Лавский В. В. Хасидская мудрость.